# Szárnyas szakasz
A Szárnyas szakasz (eredeti címén La banda volante) egy olasz–francia–belga 3D-animációs sorozat, melyet Marco Bigliazzi rendezett. Magyarországon a Minimax sugározza.

## Cselekmény
A sorozat lényegében a madarak útját követi nyomon, amint négy égtáj felé repülnek, mint valami légitársaság, egy léghajóval. Egy hatalmas kalandot teljesítenek ezzel, számtalan akadályt és csapdát legyőzve.